# Машевский, Леонид Леонидович
Леони́д Леони́дович Маше́вский (8 августа [21 августа] 1903, Томск, Российская империя — 22 декабря 1962, Свердловск, РСФСР, СССР) — советский инженер-конструктор, изобретатель, начальник бюро металлоконструкций (сварных конструкций) Отдела Главного конструктора индивидуального машиностроения (ОГК ИМ) Уральского завода тяжёлого машиностроения (Уралмашзавода) (1936—1955), заместитель главного конструктора прокатного оборудования Уралмашзавода Г. Л. Химича (1955—1962). Лауреат Сталинской премии (1949).
Под его руководством были созданы металлоконструкции цехов и производственного оборудования многих машиностроительных и металлургических заводов СССР, в том числе и Уральского завода тяжёлого машиностроения, металлоконструкции для гидротехнических сооружений Рыбинской и Угличской ГЭС, среди которых значительная часть сварных металлоконструкций, что являлось техническим новшеством для того времени.
Внёс огромный вклад в создание и внедрение в производство на Уралмашзаводе, первых в СССР, различных металлургических кранов.

## Биография
Родился 8 августа (21 августа) 1903 года в городе Томске Российской империи в семье рода Машевских.
В 1925 году окончил Сибирский технологический институт имени Ф. Э. Дзержинского.
В 1925—1928 гг. — инженер Первого Томского машиностроительного завода Совнархоза (Машиностроя).
С 1928 года — на Уральском заводе тяжёлого машиностроения (Уралмашзаводе).
В 1928—1936 гг. — инженер бюро металлоконструкций, руководитель группы бюро металлоконструкций Уральского завода тяжёлого машиностроения (Уралмашзавода).
В 1936—1955 гг. — начальник бюро металлоконструкций (сварных конструкций) Отдела Главного конструктора индивидуального машиностроения (ОГК ИМ) Уральского завода тяжёлого машиностроения (Уралмашзавода).
В 1955—1962 гг. — заместитель главного конструктора прокатного оборудования Уральского завода тяжёлого машиностроения (Уралмашзавода) Г. Л. Химича.
В 1928—1933 гг., под руководством первых директоров Уральского завода тяжёлого машиностроения — А. П. Банникова, П. Г. Старова, И. Г. Городнова, вместе со многими другими инженерами, конструкторами, специалистами и рабочими, принимал активное участие в строительстве, подготовке к пуску и начале работы Уралмашзавода.
В 1928 году, во время начала масштабного строительства соцгорода Уралмаш, познакомился с советским архитектором П. В. Оранским, с которым дружил до его смерти.
В 1930—1932 гг. принимал активное участие в проектировании металлоконструкций большинства строящихся цехов будущего завода, их первого вспомогательного оборудования для вагранок, мартеновских печей, подъёмно-транспортных средств.
Внёс огромный вклад в проектирование металлоконструкций корпусов крупнейших цехов завода с подкрановыми путями в 2—3 яруса для кранов грузоподъёмностью до 250 т, а также в создание первых в СССР сварных стропильных ферм и подкрановых балок цехов и вспомогательных строений.
В 1933—1937 гг. в результате его работы на Уральском заводе тяжёлого машиностроения было изготовлено для строек Урала 10 тыс. т металлоконструкций, в том числе значительная часть сварных. При его участии, впервые в СССР, на Уралмашзаводе был спроектирован и изготовлен целиком сварной корпус металлургического цеха Среднеуральского медеплавильного завода с кранами грузоподъёмностью до 75 т, также были разработаны оригинальные проекты надшахтных копров со скиповым и клетьевым подъёмами высотой до 50 м, различного агломерационного оборудования, металлоконструкций для гидротехнических сооружений Рыбинской и Угличской ГЭС, с применением технических новшеств для того времени: электросварки в ответственных узлах, автоматической дуговой сварки под флюсом, разработанной академиком Е. О. Патоном.
Совместно с инженерами бюро кранового оборудования, организованного для производства металлургических кранов в целях создания отрасли подъёмно-транспортного машиностроения СССР, принимал активное участие в проектировании линии электропередач Уралмашзавода, саморазгружающегося вагона для торфа, лёгких кранов для заводских нужд. Участвовал в проектировании серии кранов для строящегося Ново-Тагильского металлургического завода.
В 1941—1945 гг. внёс большой вклад в успешный выпуск самоходных артиллерийских установок (САУ) и бронекорпусов для фронта, согласно заданию Государственного комитета обороны для Уралмашзавода.
В 1945—1962 гг. в результате его работы был внесён огромный вклад в разработку конструкций и освоение производства на Уралмашзаводе, первых в СССР, металлургических кранов: стрипперных (в том числе, трёхоперационного стрипперного крана для раздевания слитков, стрипперного крана для выталкивания стальных слитков из изложниц); колодцевых (в том числе, колодцевого крана для посадки стальных слитков); разливочных (в том числе, разливочного крана для разливки жидкой стали); посадочных; закалочных; клещевых; мульдошаржирных; травеллерных; козловых; пратцен-кранов; напольно-завалочных машин для металлургической, машиностроительной и судостроительной отраслей промышленности СССР, применяемых для выполнения подъёмно-транспортных и различных технологических операций.
При его участии, в производство металлургических кранов были внедрены наиболее рациональные кинематические схемы, что обеспечило оборудованию лёгкий монтаж механизмов, позволило создать максимальное удобство для обслуживающего персонала при ремонте и эксплуатации.
Скончался от туберкулёза лёгких 22 декабря 1962 года в Свердловске. Похоронен на Северном кладбище Екатеринбурга.

## Семья
- Отец: Леонид Алексеевич Машевский (1880—1960) — сын крупного польского шляхтича из рода Машевских, начальник Московско-Нижегородской железной дороги (1920—1936).
- Мать: Александра Акимовна Машевская (1879—1947).
- Сестра: Валентина Леонидовна Машевская (1905—1989) — главный врач Медико-санитарной части Уралмашзавода, заслуженный врач РСФСР (1957).
- Супруга: Мария Александровна Машевская (урождённая Тарасова) (1903—1979) — из дворянского рода Тарасовых, Бибиковых и Воскресенских.
  - Дети: Галина Леонидовна Быкова (урождённая Машевская) (1928—2008) — супруга советского и российского металлурга, инженера-конструктора, изобретателя В. А. Быкова (1927—2021); Ирина Леонидовна Бойко (урождённая Машевская) (1935—2019) — супруга советского и российского машиностроителя, инженера-конструктора, изобретателя Г. Х. Бойко (1932—2021).

## Награды и премии
- Медаль «За трудовое отличие» (1944)[1]
- Медаль «За доблестный труд в Великой Отечественной войне 1941—1945 гг.»
- Сталинская премия третьей степени (1949)[2] — за разработку конструкции и освоение производства мощных кранов (с коллективом)